# Hammaptera impuber
Hammaptera impuber là một loài bướm đêm trong họ Geometridae.